# Суханов, Виктор Матвеевич
Виктор Матвеевич Суханов (29.02.1923 — 21.10.1989) — советский инженер-энергетик, лауреат Государственной премии СССР 1978 года.
Окончил электротехнический факультет Львовского политехнического института (1952).
С 1952 г. на Запорожском трансформаторном заводе: инженер, руководитель группы, главный конструктор.
Также в 1960—1989 гг. работал во Всесоюзном научно-исследовательском, проектно-конструкторском и технологическом институте трансформаторостроения (ВНИПКТИТ) (иногда сокращённо называется Всесоюзный институт трансформаторостроения — ВИТ) (г. Запорожье): начальник конструкторского бюро, начальник конструкторского отделения.
В 1975 г. защитил кандидатскую диссертацию:
- Методы совершенствования высоковольтных трансформаторов большой мощности : диссертация … кандидата технических наук в форме научного доклада : 05.09.01. — Одесса, 1973. — 52 с. : ил.; 30 см.

Лауреат Государственной премии СССР 1978 года (в составе авторского Коллектива), присуждённой за создание и внедрение в энергетику комплексов мощных силовых высоковольтных автотрансформаторов.
Сочинения:
- Суханов, Виктор Матвеевич, Мелешко, И. Ю. Мощные силовые трансформаторы класса 220 кв и выше : Доклад : (Науч.-техн. совещание по трансформаторостроению, г. Тольятти, сент. 1969 г.)
- Трансформаторное оборудование для линии электропередачи 330 кВ /Ю. Б. Бородулин, В. М. Суханов // Электротехническая промышленность. — 1961. — № 4